# U-21-Handball-Weltmeisterschaft 2021
Die 23. U-21-Handball-Weltmeisterschaft der Männer sollte vom 22. Juni bis 4. Juli 2021 in Ungarn stattfinden.

## Absage
Wegen der COVID-19-Pandemie wurde das Turnier durch die Internationale Handballföderation (IHF) am 19. Februar 2021 abgesagt. Zur 23. Ausgabe der U-21-Weltmeisterschaft wurde damit die U-21-Weltmeisterschaft 2023.
Die IHF gab an, dass einerseits die bei der Weltmeisterschaft der Männer 2021 gemachten Erfahrungen mit den Hygienemaßnahmen zum Schutz vor COVID-19-Erkrankungen positiv waren, es jedoch wegen unterschiedlicher Reisebestimmungen der Länder und auch wegen möglicher Terminkollisionen nicht möglich wäre, das Turnier auszutragen. Wie andere Meisterschaften für Nachwuchsteams auch wurde die U-21-Weltmeisterschaft in Ungarn daher abgesagt.